# Fodina embolophora
Fodina embolophora är en fjärilsart som beskrevs av George Francis Hampson 1902. Fodina embolophora ingår i släktet Fodina och familjen nattflyn. Inga underarter finns listade i Catalogue of Life.